# Campeonato Argentino de Básquet 2018
La edición 2018 del Campeonato Argentino de Selecciones fue la octogésima cuarta edición de esta competencia nacional de mayores. Se inició el 22 de julio con el partido inaugural entre el local Misiones que se enfrentó al seleccionado de la provincia de Formosa

## Modo de disputa
El torneo estuvo dividido en dos fases, la fase de grupos, donde participaron todos los equipos clasificados y la fase campeonato, donde participaron cuatro equipos clasificados de la anterior etapa.

### Fase de grupos
A diferencia de la edición anterior, los doce equipos se dividieron mediante sorteo en dos grupos de seis equipos cada uno. Los dos primeros de cada grupo avanzaron a la fase campeonato.
- Grupo A: del 22 al 26 de julio en Eldorado, Misiones.
- Grupo B: del 22 al 26 de julio en Posadas, Misiones.

### Fase permanencia
Los ubicados últimos de cada grupo descendieronn de manera directa al "Campeonato Promocional".

### Fase campeonato
Clasificaron a esta fase los ubicados en la primera y segunda posición de cada grupo. Estos cuatro equipos jugaron semifinal y final. Los ubicados terceros y cuartos finalizaron su participación. De esta manera jugaron el 1° contra el 2° y así sucesivamente. Los perdedores finalizaron su participación.
- Semifinal: 28 de julio en Eldorado, Misiones.
- Final: 29 de julio en Eldorado, Misiones.

## Equipos participantes
Respecto a la edición pasada, los seleccionados que descendieron fueron reemplazados por el 1.º del "Promocional Norte" y el 1.º del "Promocional Sur" del Campeonato Promocional, Chaco y La Pampa respectivamente. El sorteo de fase de grupos se realizó el 20 de mayo.
| Grupo A    | Grupo B      |
| ---------- | ------------ |
| Neuquén    | Santa Fe     |
| Tucumán    | Corrientes   |
| Mendoza    | Buenos Aires |
| Córdoba    | Formosa      |
| Entre Ríos | Misiones     |
| Chaco      | La Pampa     |

## Fase de grupos

### Grupo A
| Equipo     | Pts | PJ | PG | PP | PF  | PC  | Dif |
| ---------- | --- | -- | -- | -- | --- | --- | --- |
| Entre Ríos | 10  | 5  | 5  | 0  | 404 | 387 | 17  |
| Córdoba    | 8   | 5  | 3  | 2  | 394 | 374 | 20  |
| Mendoza    | 8   | 5  | 3  | 2  | 378 | 373 | 5   |
| Chaco      | 7   | 5  | 2  | 3  | 416 | 417 | -1  |
| Tucumán    | 7   | 5  | 2  | 3  | 380 | 373 | 7   |
| Neuquén    | 5   | 5  | 0  | 5  | 374 | 449 | -75 |

|  |                                      |
|  | Clasificados a la fase campeonato.   |
|  | Finalizan su participación.          |
|  | Desciende al Campeonato Promocional. |

| 22 de julio, 16:00 | Mendoza | 65–77 | Córdoba | Eldorado, Misiones |  |
|                    |         |       |         |                    |  |
|                    |         |       |         |                    |  |

| 22 de julio, 18:30 | Tucumán | 78–88 | Entre Ríos | Eldorado, Misiones |  |
|                    |         |       |            |                    |  |
|                    |         |       |            |                    |  |

| 22 de julio, 21:00 | Neuquén | 82–98 | Chaco | Eldorado, Misiones |  |
|                    |         |       |       |                    |  |
|                    |         |       |       |                    |  |

| 23 de julio, 16:00 | Chaco | 76–85 | Mendoza | Eldorado, Misiones |  |
|                    |       |       |         |                    |  |
|                    |       |       |         |                    |  |

| 23 de julio, 18:30 | Entre Ríos | 84–76 | Neuquén | Eldorado, Misiones |  |
|                    |            |       |         |                    |  |
|                    |            |       |         |                    |  |

| 23 de julio, 21:00 | Córdoba | 63–70 | Tucumán | Eldorado, Misiones |  |
|                    |         |       |         |                    |  |
|                    |         |       |         |                    |  |

| 24 de julio, 16:00 | Neuquén | 68–94 | Córdoba | Eldorado, Misiones |  |
|                    |         |       |         |                    |  |
|                    |         |       |         |                    |  |

| 24 de julio, 18:30 | Tucumán | 70–72 | Mendoza | Eldorado, Misiones |  |
|                    |         |       |         |                    |  |
|                    |         |       |         |                    |  |

| 24 de julio, 21:00 | Chaco | 87–91 | Entre Ríos | Eldorado, Misiones |  |
|                    |       |       |            |                    |  |
|                    |       |       |            |                    |  |

| 25 de julio, 16:00 | Córdoba | 73–89 | Entre Ríos | Eldorado, Misiones |  |
|                    |         |       |            |                    |  |
|                    |         |       |            |                    |  |

| 25 de julio, 18:30 | Tucumán | 72–73 | Chaco | Eldorado, Misiones |  |
|                    |         |       |       |                    |  |
|                    |         |       |       |                    |  |

| 25 de julio, 21:00 | Mendoza | 83–71 | Neuquén | Eldorado, Misiones |  |
|                    |         |       |         |                    |  |
|                    |         |       |         |                    |  |

| 26 de julio, 16:00 | Chaco | 82–87 | Córdoba | Eldorado, Misiones |  |
|                    |       |       |         |                    |  |
|                    |       |       |         |                    |  |

| 26 de julio, 18:30 | Entre Ríos | 79–73 | Mendoza | Eldorado, Misiones |  |
|                    |            |       |         |                    |  |
|                    |            |       |         |                    |  |

| 26 de julio, 21:00 | Neuquén | 77–90 | Tucumán | Eldorado, Misiones |  |
|                    |         |       |         |                    |  |
|                    |         |       |         |                    |  |

### Grupo B
| Equipo       | Pts | PJ | PG | PP | PF  | PC  | Dif  |
| ------------ | --- | -- | -- | -- | --- | --- | ---- |
| Misiones     | 9   | 5  | 4  | 1  | 355 | 338 | 17   |
| Buenos Aires | 9   | 5  | 4  | 1  | 427 | 375 | 52   |
| Santa Fe     | 8   | 5  | 3  | 2  | 398 | 348 | 50   |
| Corrientes   | 8   | 5  | 3  | 2  | 430 | 374 | 56   |
| Formosa      | 6   | 5  | 1  | 4  | 322 | 425 | -103 |
| La Pampa     | 5   | 5  | 0  | 5  | 341 | 413 | -72  |

|  |                                      |
|  | Clasificados a la fase campeonato.   |
|  | Finalizan su participación.          |
|  | Desciende al Campeonato Promocional. |

| 22 de julio, 16:00 | La Pampa | 75–88 | Buenos Aires | Posadas, Misiones |  |
|                    |          |       |              |                   |  |
|                    |          |       |              |                   |  |

| 22 de julio, 18:30 | Santa Fe | 85–71 | Corrientes | Posadas, Misiones |  |
|                    |          |       |            |                   |  |
|                    |          |       |            |                   |  |

| 22 de julio, 21:30 | Misiones | 82–71 | Formosa | Posadas, Misiones |  |
|                    |          |       |         |                   |  |
|                    |          |       |         |                   |  |

| 23 de julio, 16:30 | Formosa | 58–84 | Santa Fe | Posadas, Misiones |  |
|                    |         |       |          |                   |  |
|                    |         |       |          |                   |  |

| 23 de julio, 19:00 | Corrientes | 91–63 | La Pampa | Posadas, Misiones |  |
|                    |            |       |          |                   |  |
|                    |            |       |          |                   |  |

| 23 de julio, 21:30 | Buenos Aires | 67–72 | Misiones | Posadas, Misiones |  |
|                    |              |       |          |                   |  |
|                    |              |       |          |                   |  |

| 24 de julio, 16:30 | Buenos Aires | 96–56 | Formosa | Posadas, Misiones |  |
|                    |              |       |         |                   |  |
|                    |              |       |         |                   |  |

| 24 de julio, 19:00 | Santa Fe | 89–76 | La Pampa | Posadas, Misiones |  |
|                    |          |       |          |                   |  |
|                    |          |       |          |                   |  |

| 24 de julio, 21:30 | Misiones | 70–78 | Corrientes | Posadas, Misiones |  |
|                    |          |       |            |                   |  |
|                    |          |       |            |                   |  |

| 25 de julio, 16:30 | Corrientes | 95–97 | Buenos Aires | Posadas, Misiones |  |
|                    |            |       |              |                   |  |
|                    |            |       |              |                   |  |

| 25 de julio, 19:00 | La Pampa | 68–78 | Formosa | Posadas, Misiones |  |
|                    |          |       |         |                   |  |
|                    |          |       |         |                   |  |

| 25 de julio, 21:30 | Misiones | 64–63 | Santa Fe | Posadas, Misiones |  |
|                    |          |       |          |                   |  |
|                    |          |       |          |                   |  |

| 26 de julio, 16:30 | Formosa | 59–95 | Corrientes | Posadas, Misiones |  |
|                    |         |       |            |                   |  |
|                    |         |       |            |                   |  |

| 26 de julio, 19:00 | Buenos Aires | 79–77 | Santa Fe | Posadas, Misiones |  |
|                    |              |       |          |                   |  |
|                    |              |       |          |                   |  |

| 26 de julio, 21:30 | La Pampa | 59–67 | Misiones | Posadas, Misiones |  |
|                    |          |       |          |                   |  |
|                    |          |       |          |                   |  |

## Tabla de posiciones
| Equipo | Equipo       | Pts | PJ | PG | PP | Dif  |
| ------ | ------------ | --- | -- | -- | -- | ---- |
| 1.º    | Entre Ríos   | 10  | 5  | 5  | 0  | 17   |
| 2.º    | Misiones     | 9   | 5  | 4  | 1  | 17   |
| 3.º    | Buenos Aires | 9   | 5  | 4  | 1  | 52   |
| 4.º    | Córdoba      | 8   | 5  | 3  | 2  | 20   |
| 5.º    | Santa Fe     | 8   | 5  | 3  | 2  | 50   |
| 6.º    | Corrientes   | 8   | 5  | 3  | 2  | 56   |
| 7.º    | Mendoza      | 8   | 5  | 3  | 2  | 5    |
| 8.º    | Chaco        | 7   | 5  | 2  | 3  | -1   |
| 9.º    | Tucumán      | 7   | 5  | 2  | 3  | 7    |
| 10.º   | Formosa      | 6   | 5  | 1  | 4  | -103 |
| 11.º   | La Pampa     | 5   | 5  | 0  | 5  | -72  |
| 12.º   | Neuquén      | 5   | 5  | 0  | 5  | -75  |

|  |                                      |
|  | Clasificados a la fase campeonato.   |
|  | Finalizan su participación.          |
|  | Desciende al Campeonato Promocional. |

## Fase campeonato
Esta etapa final concentró a los cuatro mejores de los dos grupos que integraron la fase de grupos de esta edición del torneo. La sede donde se llevó a cabo fue el estadio "Polideportivo Municipal Universitario" de la ciudad de Eldorado, el cual albergó los cruces de las semifinales y la final los días 28 y 29 de julio.
El campeón de esta edición fue el seleccionado de la provincia de Córdoba, que ganó de esta manera su duodécimo título en la historia de esta competencia nacional de mayores.
El MVP del certamen fue Emiliano Martina de Córdoba, quien en el partido final anotó 17 puntos y atrapó 7 rebotes.
|  | Semifinal    | Semifinal |         |            | Final | Final |  |
|  |              |           |         |            |       |       |  |
|  |              |           |         |            |       |       |  |
|  | Entre Ríos   | 85        |         |            |       |       |  |
|  | Entre Ríos   | 85        |         |            |       |       |  |
|  | Buenos Aires | 80        |         |            |       |       |  |
|  | Buenos Aires | 80        |         | Entre Ríos | 83    |       |  |
|  |              |           |         | Entre Ríos | 83    |       |  |
|  |              |           | Córdoba | 90         |       |       |  |
|  | Misiones     | 60        | Córdoba | 90         |       |       |  |
|  | Misiones     | 60        |         |            |       |       |  |
|  | Córdoba      | 76        |         |            |       |       |  |
|  | Córdoba      | 76        |         |            |       |       |  |
|  |              |           |         |            |       |       |  |

### Semifinal
| 28 de julio, 18:00 | Entre Ríos                            | 85–80       | Buenos Aires               | Eldorado, Misiones                            |  |
|                    | Parciales: 25-16, 23-21, 22-17, 15-26 |             |                            |                                               |  |
|                    | Estadísticas J. Rodríguez 21          | Reporte Pts | Estadísticas 19 S. Giraudo | Pabellón: Estadio Polideportivo Universitario |  |

| 28 de julio; 20:30 | Misiones                              | 60–76       | Córdoba                     | Eldorado, Misiones                            |  |
|                    | Parciales: 11-16, 15-11, 17-24, 17-25 |             |                             |                                               |  |
|                    | Estadísticas A. Montes 17             | Reporte Pts | Estadísticas 22 M. Chiarini | Pabellón: Estadio Polideportivo Universitario |  |

### Tercer Puesto
| 29 de julio, 17:00 | Misiones                              | 58–72       | Buenos Aires             | Eldorado, Misiones                            |  |
|                    | Parciales: 15-14, 09-24, 14-20, 20-14 |             |                          |                                               |  |
|                    | Estadísticas L. Gomez 13              | Reporte Pts | Estadísticas 24 L. Rasio | Pabellón: Estadio Polideportivo Universitario |  |

### Final
| 29 de julio, 19:30 | Entre Ríos                                            | 83–90                | Córdoba                                                | Eldorado, Misiones                            |  |
|                    | Parciales: 13-16, 21-24, 21-25, 28-25                 |                      |                                                        |                                               |  |
|                    | Estadísticas M. Novello 17 L. Ruiz 14 J. Rodríguez 13 | Reporte Pts Reb Asts | Estadísticas 17 E. Martina 15 J. Oberto 12 M. Chiarini | Pabellón: Estadio Polideportivo Universitario |  |

Provincia de Córdoba

Campeón

Duodécimo título

## Plantel campeón
Referencia: CABB.
- Emiliano Rossi
- Ignacio Fernández
- Mateo Chiarini
- Agustín Jure
- Juan Cruz Oberto
- Tiziano Borioni
- Emiliano Martina
- Lautaro Rivata
- Tomás Ligorria
- Sebastián Faure
- Alejandro Madera
- Jorge Banegas

Entrenador: Fernando Aguilar.